# Phiale guttata
Phiale guttata là một loài nhện trong họ Salticidae.
Loài này thuộc chi Phiale. Phiale guttata được Carl Ludwig Koch miêu tả năm 1846.